# خدرنق أليف الملح
خدرنق أليف الملح (الاسم العلمي: Cheiracanthium halophilum) هو نوع من العناكب يتبع جنس الخدرنق من الفصيلة العناكب الكيسية.